# Liste des stations du métro de Shenzhen
 (11 novembre 2023).

Carte du réseau

Ci-après la liste des stations du métro de Shenzhen, en République populaire de Chine (RPC).

## Ligne 1 / Ligne de Luo Bao (罗宝线)
Entre Luo Hu (poste frontière avec Hong Kong, sud est) et l'aéroport international de Shenzhen Bao'an (nord ouest). Partiellement ouverte en 2004, achevée en 2011.
- Luohu : Railway Station, gare routière, hôtels (Shangri-La, LuoHu hotel, Century, Overseas, Lushan, Felicity...)... Connexion avec le métro de Hong Kong, Lo Wu. Century Plaza...
- Guomao : Dong Men, JiaBin rd, RenMin south rd, King Glory Plaza, Nanguo, Jiali, Carrianna, Friendship, Ophtalmology Hospital...
- Laojie : W : Jianshe rd, Peace rd, S : Shennan east rd, NanTang commercial plaza, Dongmen, SZ Theatre, Culture Park, Baihuo Square...
- Da Ju Yuan = Grand Theater  : W : LiZhi Park, E : KK Mall, SZ Radio & TV university,
- Ke Xue Guan = Science Museum  : A : City Hall, TU, Assembly, Veteran; B : Housing Trade Center, Xinghua Guesthouse, Dongfeng, Aihua Market; C : Post, Police, Hedian; D : Archives, Int. Shopping Mall, CITIC Plaza...
- Hua Qiang Lu / road : Shennan Middle rd, Shanghai hotel, World Trade commercial city, Hebei Grand, + SEG plaza, W : ZhongXin park,
- Gang Xia : FuHua 2 rd X, Rainbow mansion, E : Haung Gang Nan Lu, NE : ZhongXin park, NW : civic center
- Hui Zhang (/Shi Min) Zhong Xin = Convention & Exhibition Center : Fu Hua road 2, correspondance avec la ligne de Fu Tian Kou An (Lok Ma Chau), Central Zone, Central Walk, Jinyi international cinéma, Carrefour, Ritz, Carlton, N : Municipal Bldg, Citizen square, Concert Hall, Library, Town Hall…,E : Jintian road,
- Gou Wu Gong Yuan = Zhong Hai = Coco Park, BinHai dado / Fu Hua road 2, correspondance avec la ligne de métro Yi Tian, Xin Zhou tower, Central garden, Gangxia est, Raibow, Haiying, Marco Polo hotel, Hongshu guesthouse, United square, Furniture square...
- Xiang Mi Hu = Honey Lake Resort : SZ Jockey Club, People’s Mansion, Che Gong Miao : Shennan Dadao, S : ShenZhen Bay, FuTian Bus station, Golden Bay hotel, SSE : Mangrove Birds Natural Reserve, N : Grand Mercure hotel,
- Che Gong Miao : Anwei, China Color, Xinian, Tian'an Digital City/Center, Donghai Garden, Water Park, Caifu/Wealth/Santé Square...
- Zhu Zi Lin : Shennan Dado, S : ShenZhen Bay, FuTian Bus station, Golden Bay hotel, SSE : Mangrove Birds Natural Reserve, N : Grand Mercure hôtel, Shennan Market...
- Qiao Cheng Dong / est : Shennan dadao, S : + Hai Bin ecology park, N : SZ International Botanic garden, OCT East, OCT-Loft (derrière Konka), NN : direction Happy Valley, Station Qiao Cheng Dong

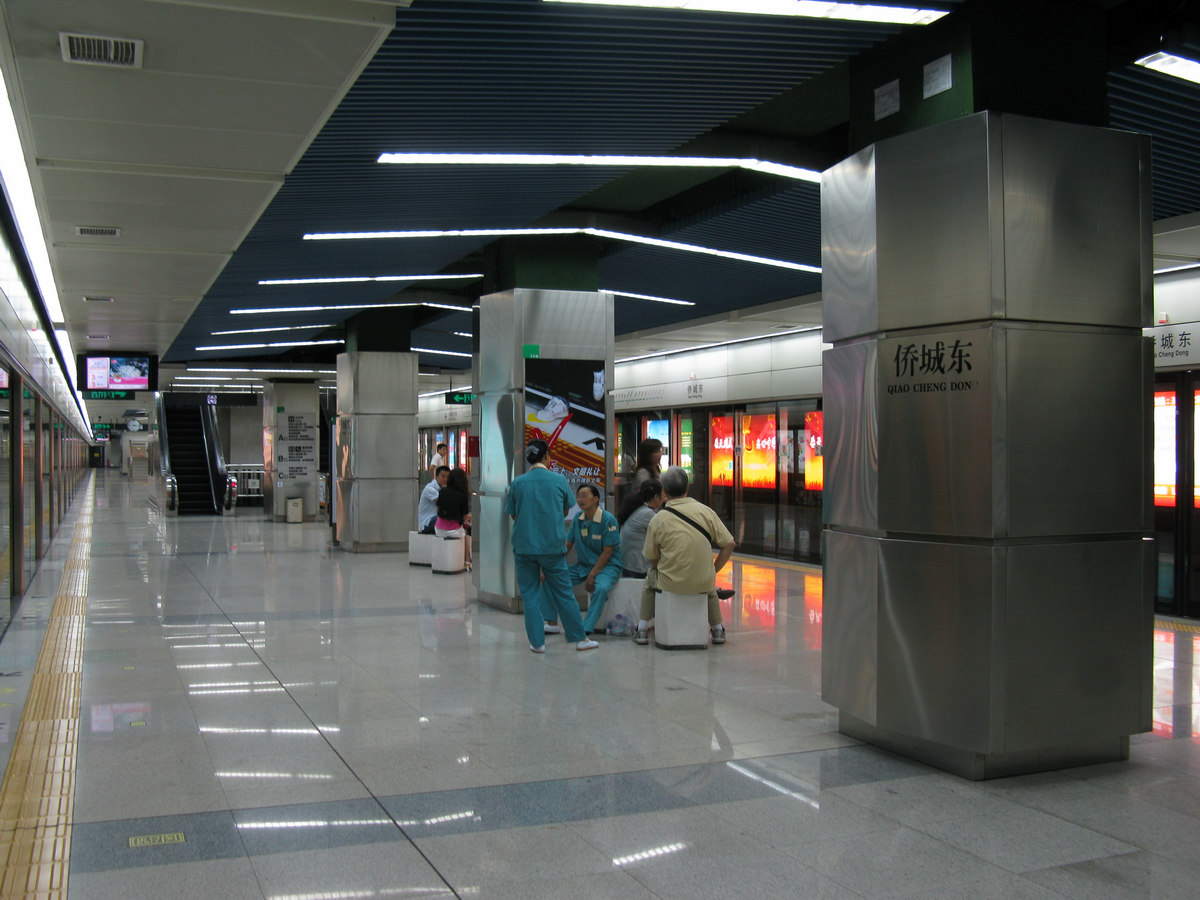
Station Qiao Cheng Dong

- Hua Qiao Cheng = Overseas Chinese Town (OCT) : Shennan Dado, S : HeXuangNing art museum, Hua Art museum, Splendid China Folk Village, N : China Travel sq, Sea View O city hotel, NN : Happy Valley
- Shi Jie Zhi Chuang = Windows of the World : Shennan Dadao, N : MinRun market, Shahe Central Holiday Plaza, Shahe, Meijia sq, Crown Plaza Hotel,
- Bai Shi Zhou : Shennan Dadao & Shahe, Xia Baishi, ancien temple Da Yong Dai Wang, ruelles et venelles en direction est (Holiday Plaza),
- Gao Xin Yuan = Hi Tech Park : Shennan Dadao, South rd,
- Shen Da = ShenZhen University : Li Xiang Park, Nan Hai Dadao, Tao Yuan road

Depuis mi-juin 2011, vers l'aéroport de Bao'An : 
- Tao Yuan
- Da Xin
- Li Yu Men
- Qian Hai Wan
- Xin'Ann
- Bao'An Zhong Xin / Centre : correspondance avec la ligne 5, de Huan Zhong
- Bao Ti
- Ping Zhou
- Xi Xiang
- Gu Shu
- Hou Rui
- Qi Chang Dong = Airport East

## Ligne 2 / Ligne deShekou(蛇口线)
Entre Chi Wan et Xin Xiu, partiellement ouverte fin décembre 2010, et étendue en juin 2011.
- Chi Wan 赤湾 : Tian Hou Museum, + EverGreen Resort, Western Restaurant, QingQing Village, South Mountain Garden…
- She Kou Gang / Port 蛇口港 : Ferry, Nan Hai hotel, Hai Tao Hotel
- Hai Shang Shi Jie = Sea World 海上世界 : Sea View Plaza, Time Square, futur Marine World,
- Shui Wan 水湾 : A-Best, RenRenLe, Nan Shui Lu, Xing Hua Rd, SheKou Old street, Market, Nan Hai Rose Garden 1 & 2,
- Dong Jiao Tou 东角头 : She Kou sq + SheKou Middlle School, + Peninsula, Rose Garden 3
- Wan Xia 湾夏 : ZhaoShang East Rd, HouHai Av 8, Gongye 7th rd, Hou Hai av, + SiHai Park
- Hai Yué 海月 : Gongye 8th rd, + SiHai Park, N : Dong Bin rd, vers Garden City,
- Deng Liang 登良 : Deng Liang rd, Hou Hai av, Hao Hai Bin rd, Dong Jia Le Shopping Mail, S : Dong Bin rd, vers Garden City,
- Hou Hai = Coastal City 后海  : HaiDe 1st, 2 nd, 3rd rd, Jusco, Carrefour, Foodcourt, S BaoLi Culture center, BaoLi cinéma, N Hotel Kempinski,
- Ke Yuan 科苑 : Ke Yuan south rd, Gao Xin south 11th rd, + ShaHe west rd, à 200m du bureau de la CCIFC (chambre de commerce des Français de Chine) et donc des permanences bimensuelles du consulat de Canton.
- Hong Shu Wan 红树湾 : ShenWan 1st rd, Sha He East rd, Bai Shi San Dao, + Sand River golf club, NN : Nobel Merchant Light Golf Club, N : 3 km pour Ikéa;
- Shi Jie Zhi Chuang = Windows of the world 世界之窗 : Shennan Av, S : WoW, N : MinRun market, Shahe Central Holiday Plaza, Meijia sq, Crown Plaza Hotel, correspondance de L1.
- Qiao Cheng Bei / nord 桥城北
- Shen Kang 深康

- An Tuo Shan 安托山

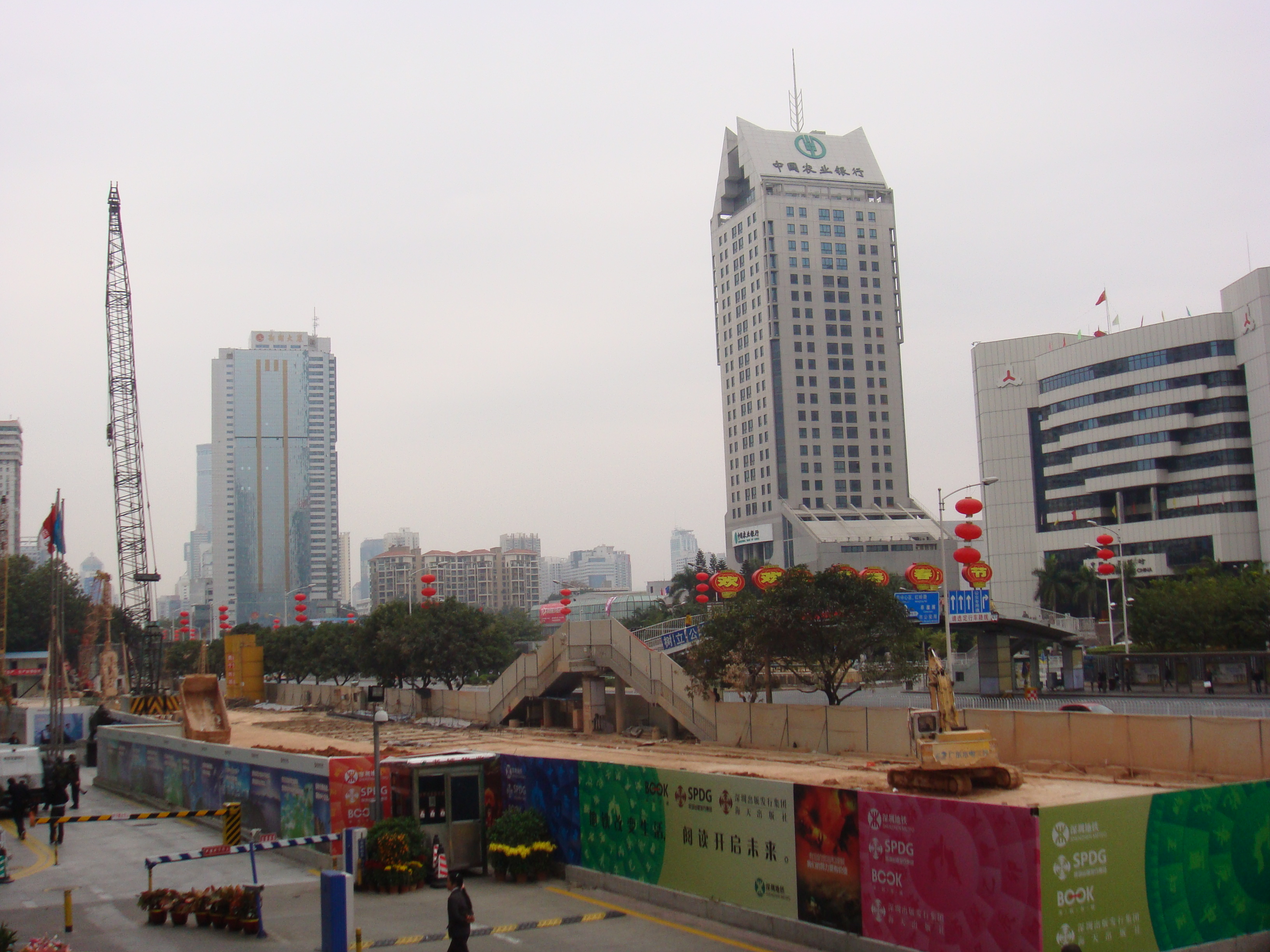
Travaux de construction de la station Da Ju Yuan en janvier 2009

- Qiao Xiang 桥香, à l'intersection de Qiao Xiang Rd et Nongyuan Rd, à 200m du centre commercial Sam's club (嘉信茂).
- Xiang Mi 香蜜, à l'ouest de l'intersection de Qiao Xiang Rd et Xiang Mi Hu Rd.
- Xiang Mei Bei / nord 香梅北, à l'intersection de Qiao Xiang Rd et Xiang Mei Rd, près d'un supermarché wallmart (沃尔玛) et du quartier JingTian Bei/Nord (景田北).
- Jing Tian 景田, sur Lian Hua Road, à 600m de l’hôpital Shenzhen Beijing/Peking University Hospital (深圳北京大学医院 ou en abrégé 北大医院 - pinyin Beidà YiYuàn), et de l'entrée nord du parc Lianhua.
- Lian Hua Xi / ouest 莲花西, à l’intersection de Hong Li Rd et Xin Zhou Rd, à 300m de l'hopital des enfants de Shenzhen et de l'entrée principale du parc Lianhua.
- Fu Tian 福田, nouvelle gare, pour nouvelle ligne ferroviaire,
- Shi Min Zhong Xin = Civic Center 市民中心, avec correspondance de L4,
- Gang Xia Bei / nord 岗厦北,
- Hua Qiang Bei / nord 华强北, en plein centre du marché de l'électronique de Shenzhen
- Yan Nan 燕南,
- Da Ju Juan = Grand Theatre 大剧院, avec correspondance de L1,
- Hu Bei 湖贝,
- Huang Bei Ling 黄贝岭, avec correspondance de L5,
- Xin Xiu 新秀.

## Ligne 3 / Ligne de Long Gang (龙岗线)
Entre Shuang Long (nord est) et Yi Tian (centre sud), partiellement ouverte fin 2010, puis étendue en juin 2011. 
- Shuang Long
- Nan Lian
- Long Cheng Guang Chang / Square
- Ji Xiang
- Ai Lian
- Da Yun = Universiade
- He'Ao
- Yong He = Yin Hai
- Song Bai = Heng Gang
- Tang Keng
- Liu Yue
- Dan Zhu Tou
- Da Fen
- Mu Mian Wan
- Bu Ji, avec correspondance de L5,
- Cao Pu
- Shui Bei / nord,
- Tian Bei / nord,
- Cui Zhu,

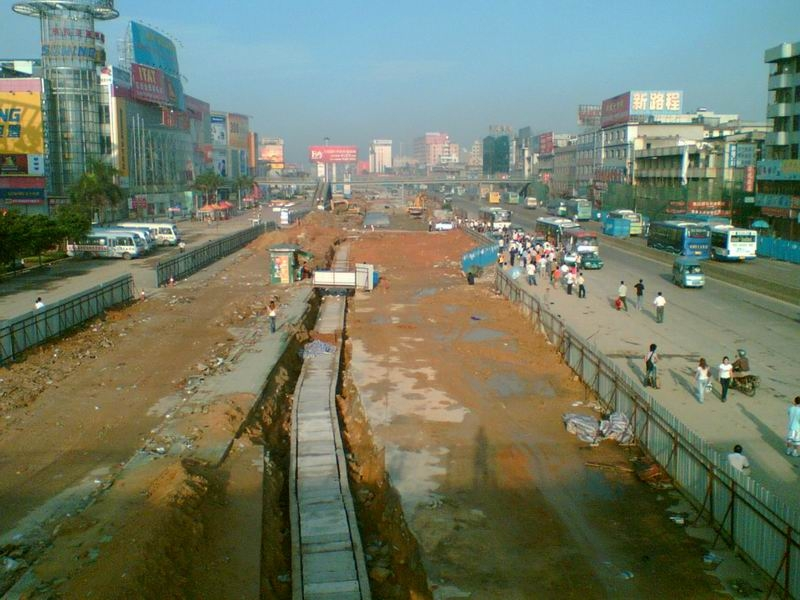
Travaux de construction de la ligne 3 en 2007

- Lao Jie, avec correspondance de L1,
- Hong Ling,
- Tong Xin Ling,
- Hua Xin,
- Lian Hua Cun,
- Shao Nian Gong = Children's Palace, avec correspondance de L4,
- Fu Tian, la nouvelle gare,
- Gou Wu Gang Yuan, avec correspondance de L1,
- Shi Xia,
- Yi Tian.

## Ligne 4 / Ligne de Long Hua (龙华线)
Entre Fu Tian (poste frontière avec Hong Kong, centre sud) et Qing Hu (centre nord), partiellement ouverte dès 2009, puis étendue en juin 2011.
- Fu Tian Kou An / chek point, connexion avec le métro de Hong Kong, Lok Ma Chau. Guohua, Weixi, Yunong, Yuhen...
- Fu Min, Haunag Gang, Bao Shui, BaoJian Hospital Emergency, Service de Quarantaine...
- Hui Zhan Zhong Xin = Convention & Exhibition Center : Central Walk, Jintian & Fuhua road, hôtel Ritz-Carlton...
- Shi Min Zhong Xin = Civic Center : Mairie de Shenzhen, B : Musée, Concert Hall, Bibliothèque, Wanjia; C : Gaojiao, Hongsu; D : SZ-TV, Unicom, Investment...
- Shao Nian Gong = Children's Palace : Jintian & Pengcheng4, avec correspondance de L3, Concert Hall, City Book Central/Experience, Guangshanyue Arts Museum, Shenye Garden, Tianjian Century Garden, Lianhua Mountain Park...

- Lian Hua Bei :
- Shang Mei Lin :
- Min Le :
- Bai Shi Long :

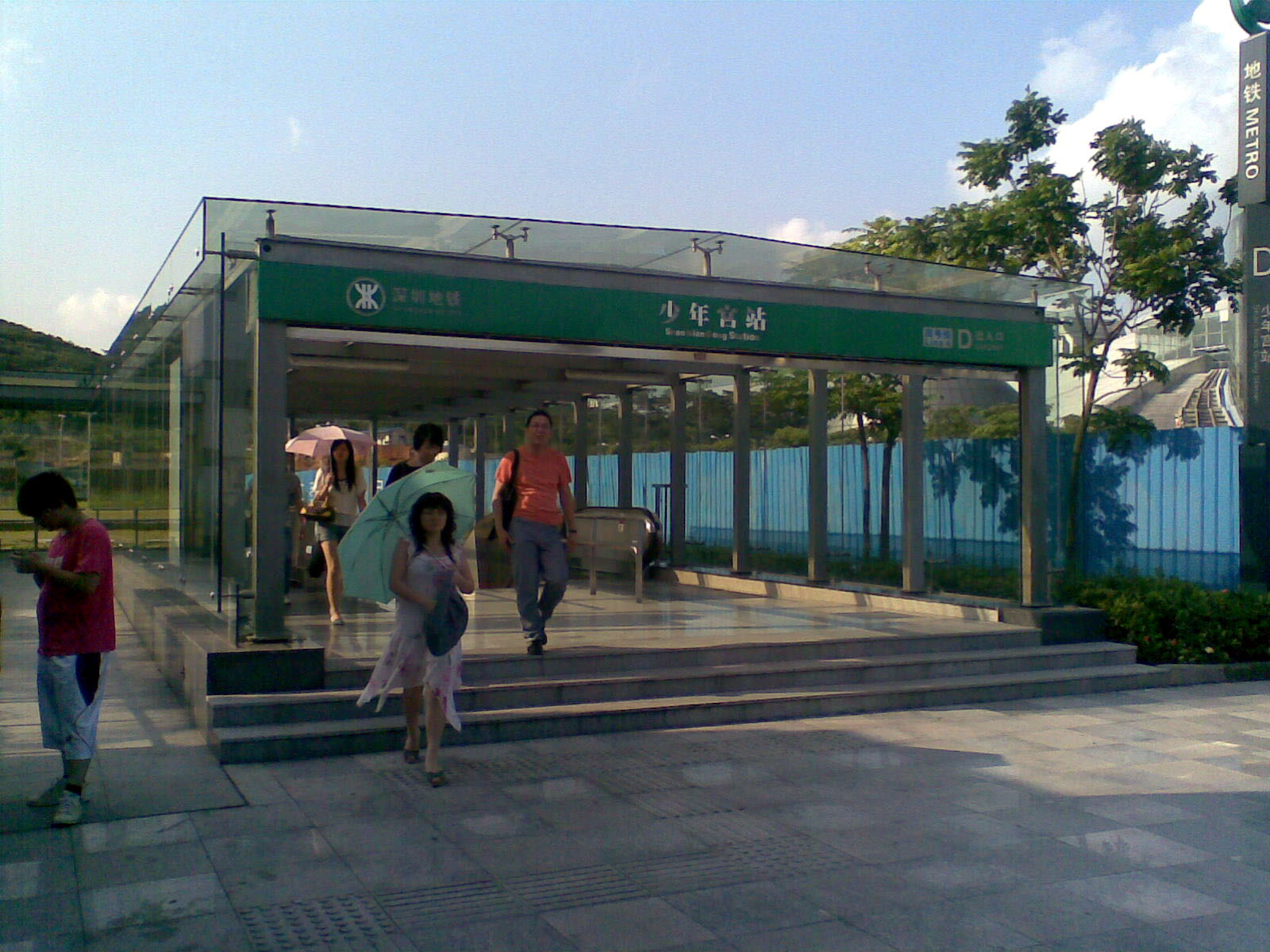
Sortie de la station Shao Nian Gong

- Shen Zhen Bei Zhan = Shenzhen nord : future station ferroviaire pour les trains rapides (vers Xiamen, puis Shanghai)
- Hong Shan :
- Shang Tang :
- Long Sheng :
- Long Hua :
- Qing Hu :

## Ligne 5 / Ligne de Huan Zhong (环中线)
Entre Qian Hai Wan (ouest) et Huang Bei (est), devant ouvrir en juin 2011 :

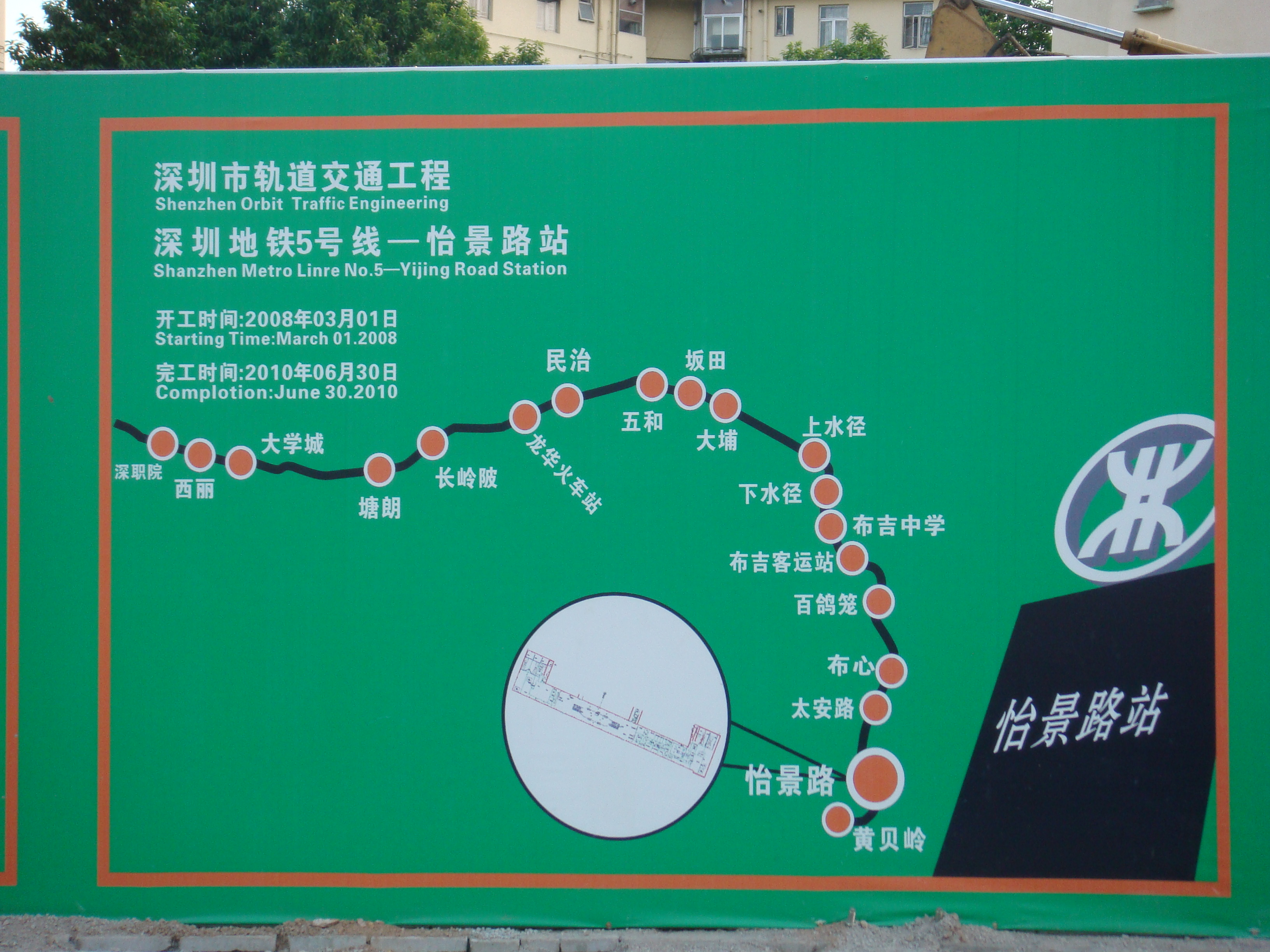
Plan de la ligne 5 annoncé en 2008

- Qian Hai Wan : correspondance de L2,
- Bao Hua :
- Bao An Zhong Xin : correspondance de L2,
- Fan Shen :
- King Zhi :
- Hong Lang :
- Xing Dong :
- Liu Xian Dong :
- Xi Li :
- Da Xue Xheng :
- Tang Lang :
- Chang Ling Pi :
- Shen Zhen Bei Zhan : correspondance avec L4,
- Min Zhi :
- Wu He :
- Ban Tian :
- Yang Mei :
- Shang Shui Jing :
- Xia Shui Jing :
- Chang Long :
- Bu Ji : correspondance avec L3,
- Bai Ge Long :
- Bu Xin :
- Tai An :
- Yi Jing :
- Huang Bei / nord, avec correspondance de L2.